# Vénus et Cupidon (Fontana)
 (février 2022).
Si vous disposez d'ouvrages ou d'articles de référence ou si vous connaissez des sites web de qualité traitant du thème abordé ici, merci de compléter l'article en donnant les références utiles à sa vérifiabilité et en les liant à la section « Notes et références ».
Pour les articles homonymes, voir Vénus et Cupidon.
Vénus et Cupidon est une huile sur toile (75 × 60 cm) peinte en 1592, par Lavinia Fontana (ou Laviana Fontana) conservée au Musée des Beaux-Arts de Rouen.

## Description
Lavinia Fontana fait le portrait d’une femme de la haute société. Ce « portrait travesti » est un moyen de mettre en valeur une personne aristocratique. Les femmes sont peintes en buste avec le corps idéalisé comme ici à l’image de Venus.
Plusieurs éléments témoignent de la noblesse de cette dame, le voile transparent cousu de fils d’or, la parure de bijoux et les nombreux bracelets. La dame tient une flèche de la main gauche, une longue chaine plate traverse son corps nu entre les deux seins sous le voile transparent depuis l'épaule gauche jusqu'à l'aine droite. 
Sur la partie haute, à droite, derrière elle, Cupidon semble lui parler à l'oreille lui touchant délicatement de sa main gauche la main et brandissant de sa main droite un arc doré.
La dame est probablement issue de la famille Ruini, famille aristocratique italienne.